# Übermatzhofen
Übermatzhofen ist ein Gemeindeteil der Stadt Pappenheim im Landkreis Weißenburg-Gunzenhausen (Mittelfranken, Bayern). Die Gemarkung Übermatzhofen hat eine Fläche von 4,997 km². Sie ist in 486 Flurstücke aufgeteilt, die eine durchschnittliche Flurstücksfläche von 10282,17 m² haben.

## Lage
Das Kirchdorf liegt auf freier Flur, auf einer Hochfläche knapp zwei Kilometer südwestlich von Pappenheim. Gemeindeverbindungsstraßen führen über Niederpappenheim zur Kreisstraße WUG 9, zur Staatsstraße 2217 bei Langenaltheim und nach Zimmern.

## Geschichte
Die Geschichte von Übermatzhofen reicht weit zurück, möglicherweise sogar bis in vorrömische Zeit.
Vermutlich im 12. Jahrhundert erbauten die „Edlen von Übermatzhofen“ an der Stelle eines dort existierenden germanischen Heiligtums eine Ritterkapelle. Von dem Heiligtum ist heute noch ein Druidenstein erhalten geblieben.
Die kleine Dorfkirche St. Georg wurde im 15. Jahrhundert auf dem Fundament der Ritterkapelle errichtet, 1560 ist sie erstmals urkundlich erwähnt. Ursprünglich wurde sie durch die nahe Pfarrei Solnhofen versorgt, heute ist sie eine Filiale der evangelisch-lutherischen Stadtkirche St. Marien in Pappenheim.
Im Geographischen statistisch-topographischen Lexikon von Franken von 1802 wird der Ort folgendermaßen beschrieben: „Uebermannshofen, Filialkirchdorf im Fraischbezirke des Verwalteramtes Solnhofen mit 10 dahin gehörigen Unterthanen; 11 sind fremdherrisch.“
Mit dem Gemeindeedikt Anfang des 19. Jahrhunderts wurde Übermatzhofen eine Ruralgemeinde. Am 1. April 1971 wurde sie im Rahmen der Gebietsreform in Bayern nach Pappenheim eingemeindet.

### Einwohnerentwicklung
| Jahr          | 1910 | 1933 | 1939 | 1987 | 2013 | 2014 |
| Einwohnerzahl | 242  | 194  | 193  | 235  | 262  | 239  |

## Baudenkmäler
- St. Georg (Übermatzhofen): Evang.-Luth. Filialkirche, Saalbau mit Satteldach und polygonalem Dachreiter mit Spitzhelm, Chor dendro. dat. 1466, Umbauten 17. und 18. Jahrhundert; mit Ausstattung; sog. Druidenstein, wohl mittelalterlich, vor der Kirche.

## Leben
Als eine der ersten Kirchweihen im Landkreis findet im April die Goas-Kerwa statt.